# Cyclolabus nigricollis
Cyclolabus nigricollis är en stekelart som först beskrevs av Wesmael 1845.  Cyclolabus nigricollis ingår i släktet Cyclolabus och familjen brokparasitsteklar. Arten är reproducerande i Sverige. Inga underarter finns listade i Catalogue of Life.